# Hōrin-ji (Awa)
Hōrin-ji (法輪寺?) es un templo budista de la secta Shingon en la localidad de Awa, parte de la prefectura de Tokushima (Japón). Se trata del noveno templo de peregrinación del Camino de Shikoku. El monje Kūkai fundó el lugar en el 815; a su vez, talló la imagen principal del templo, que consagra a Buda en estado de paranirvāṇa.

## Historia
El templo fue fundado por Kūkai, quien talló la imagen de su deidad, en el año 815; la estatua de Shaka Nyorai es uno de los pocos ejemplos supervivientes de un Buda reclinado de este tipo en Japón. Cuando Kūkai llegó al área encontró una serpiente blanca (según la creencia es una mensajera de Buda), por lo que esculpió la figura e instauró el templo para albergarla. La estatua de Shaka Nyorai entrando en nirvana, que se enseña cada lustro, lo representa acostado con la cabeza hacia el norte, la cara hacia el oeste y el lado derecho debajo. Otras estatuas de animales que lo rodean también fueron consagradas.
Anteriormente el recinto estaba ubicado en las montañas, a unos 4 km al norte de la localización actual. Los cimientos y el suelo quemado permanecen en el sitio, que fue destruido por Chōsokabe Motochika durante la guerra de unificación en 1582. Posteriormente fue reconstruido en su ubicación actual alrededor del 1648. Sin embargo, todo el templo se incendió nuevamente en 1859 cuando los aldeanos estaban practicando una obra de Jōruri, dejando solo el campanario en pie. El templo moderno fue reconstruido en el período Meiji. En 1882, el emperador Meiji otorgó al Hōrin-ji una muda de ropa para Kūkai, prenda que ha sido conservada como un tesoro.
Los fieles budistas que acuden al templo sostienen la creencia de que el lugar cuenta con propiedades curativas en la parte inferior del cuerpo. Por este motivo, y siguiendo una leyenda local de un hombre en muletas que sanó, los peregrinos suelen regalar waraji, que ofrecen al salón principal.